# Veselin
Veselin (bulgarisch Веселин) oder Wesselin ist ein slawischer männlicher Vorname.

## Namensträger

### Form Veselin
- Veselin Beševliev
- Veselin Đuranović
- Veselin Popović
- Veselin Šljivančanin
- Veselin Vujović (* 1961),

### Form Wesselin
- Wesselin Blisnakow
- Wesselin Minew
- Wesselin Sembarski
- Wesselin Stojanow
- Wesselin Topalow
- Wesselin Zinsow